# Франк Борзейги
Франк Борзейги (на английски: Frank Borzage, (/bɔːrˈzeɪɡi/)) е американски режисьор и актьор. 

## Биография
Франк Борзейги е роден на 23 април 1894 година в Солт Лейк Сити, Юта. Бащата на Борзейги Луиджи Борзага, е роден през 1859 г. в Рондзоне (тогава Австрийска империя, сега Италия). Като каменоделец той понякога работи в Швейцария, среща бъдещата си съпруга Мария Руег, родена през 1860 година в Рикен, Швейцария. Тя работи във фабрика за коприна. Борзага емигрира в Хазлтън, Пенсилвания, в началото на 1880 г., където работи като миньор. Той довежда годеницата си в Съединените щати и се женят в Хазълтън през 1883 г.
Първото им дете Хенри е родено през 1885 г. Семейство Борзага се премества в Солт Лейк Сити, Юта, където Франк Борзейги е роден през 1894 г. Семейството остава там до 1919 г. Двойката има 14 деца, осем от които оцеляват в детството. Луиджи Борзага загива в Лос Анджелис при автомобилна катастрофа през 1934 г., а съпругата му Мария (майката на Франк) умира от рак през 1947 г.

### Кариера
През 1912 г. Франк Борзейги си намира работа като актьор в Холивуд, където работи като актьор до 1917 г. Режисьорският му дебют идва през 1915 г. с филма „The Pitch o' Chance“.
В периода от 1917 до 1919 г. той режисира 14 филма, най-големият му успех в нямата ера е с „Хумореска“ (1920), печеливш боксофис с Вера Гордън в главната роля. 
През 1920-те години Борзейги е успешен режисьор, той достигна своя връх в късната няма и ранната звукова ера. Поглъщайки визуални влияния от немския режисьор Фридрих Мурнау, който също е бил резидент на Фокс по това време, той развива свой собствен стил на пищен визуален романтизъм в изключително успешна серия от филми с участието на Джанет Гейнър и Чарлз Фарел, включително „Седмото небе“ (1927), за който печели първата награда на Академията „Оскар“ за най-добър режисьор,  „Уличен ангел“ (1928) и „Щастлива звезда“ (1929). Той печели втори Оскар за режисура, за „Лошото момиче“ от 1931 г.
Запазената марка на Борзейги е интензивната идентификация с чувствата на млади влюбени пред лицето на бедствието, като любовта във филмите му триумфира над изпитания като Първата световна война („Седмото небе“ и „Сбогом на оръжията“), инвалидността („Щастлива звезда“), депресията („Мъжки замък“), слабо прикрита версия на катастрофата на Титаник в „Историята се прави през нощта“ и възходът на нацизма.
Работата му претърпява духовен обрат във филми като „Зелена светлина“ (1937), „Странен товар“ (1940) и „Големият рибар“ (1959). От по-късните му творби само „Изгрев на Луната“ (1948) се радва на голямо признание от критиката.
През 1955 г. и 1957 г. Борзейги е удостоен с наградата „Джордж Ийстман“, дадена от Джордж Ийстман Хаус за изключителен принос към филмовото изкуство.  Заради приноса си към филмовата индустрия, Борзейги получава филмова звезда на Холивудска алея на славата през 1960 г. Звездата се намира на булевард Холивуд 6300. 
Докато е в болница през февруари 1962 г., той получава наградата Д. У. Грифит. 
Бил е офицер и член на борда на Гилдията на режисьорите на Америка. 

### Личен живот
На 7 юни 1916 г. Борзейги се жени за водевилната и филмова актриса Лорена „Рена“ Роджърс в Лос Анджелис и остава женен до 1941 г. През 1945 г. той се жени за Една Стилуел Скелтън, бившата съпруга на комика Ред Скелтън, те се развеждат през 1949 г.  Бракът му с Хуанита Скот през 1953 г. продължава до смъртта му девет години по-късно. 
Той е запален спортист, с хендикап от 3 гола за поло, и два хендикапа в голфа, и яхтсмен. 

### Смърт
Франк Борзейги умира от рак през 1962 г., на 68 години и е погребан в гробището Мемориален парк Форест лоун в Глендейл, Калифорния.

## Избрана филмография
| Година | Филм           | Оригинално заглавие |
| ------ | -------------- | ------------------- |
| 1927   | 7-ото небе     | Seventh Heaven      |
| 1931   | Лошо момиче    | Bad Girl            |
| 1959   | Големият рибар | The Big Fisherman   |